# Sébastien Vahaamahina

a Compétitions nationales et continentales officielles uniquement.

b Matchs officiels uniquement.
Dernière mise à jour le 7 mai 2023.
Sebastien Vahaamahina né le 21 octobre 1991 à Nouméa (Nouvelle-Calédonie), est un joueur international français d'origine wallisienne de rugby à XV jouant au poste de deuxième ligne.
Avec l'ASM Clermont Auvergne, il devient champion de France en 2017 et remporte le Challenge européen en 2019.

## Biographie
Né en Nouvelle-Calédonie, mais wallisien d'origine, Sébastien Vahaamahina y grandit et découvre le rugby, avant de quitter son île natale pour Brive, à peine majeur,.
Il fête sa première sélection le 10 novembre 2012 lors d'une victoire contre l'Australie. Il découvre le Tournoi des Six Nations l'année suivante, étant titulaire en deuxième ligne pour la seule victoire française de cette édition.
Il peine à bousculer la hiérarchie, et se dispute avec Alexandre Flanquart le statut de remplaçant de la paire formée par Yoann Maestri et Pascal Papé (alors capitaine) dans le Tournoi suivant.
Alors que la saison 2013-2014 se termine par une relégation de son club, l'USA Perpignan, il signe pour l'ASM Clermont. C'est son ancien coéquipier, Romain Taofifénua, qui s'impose comme remplaçant en équipe de France dans le Tournoi des Six Nations 2015.
Alors qu'il est finaliste du championnat de France, il est appelé dans la liste des 36 joueurs appelés pour préparer la Coupe du monde. Il n'est cependant pas conservé le lendemain de la défaite en test match contre les Anglais à Twickenham, l'encadrement ne retenant que Yoann Maestri, Pascal Papé et Alexandre Flanquart comme deuxième ligne « de métier », Bernard Le Roux, sélectionné comme flanker, pouvant dépanner au besoin.
Guy Novès en fait son titulaire à partir du Tournoi des Six Nations 2017. Cette même année, il remporte son premier titre de champion de France.
Durant la Coupe du monde 2019 lors du quart de finale face au pays de Galles le 20 octobre 2019, il marque le premier essai du match à la 5e minute, mais se fait expulser à la 48e minute à la suite d'un coup de coude sur le visage du Gallois Aaron Wainwright. La France perd le match 20-19 ; il annonce le lendemain sa retraite internationale.
Vahaamahina subit une commotion, sa dixième en six ans, en décembre 2022 contre les Stormers. Après l'avis de la médecine du travail, la Fédération française de rugby lui retire sa licence pour raison de santé. Vahaamahina ne peut plus jouer au rugby et il est licencié par l'ASM. En mai 2023, il annonce qu'il est contraint de prendre sa retraite sportive,. En décembre 2023, Vahaamahina annonce saisir le conseil de prud'hommes pour obtenir des idemnités supplémentaires pour son licenciement de la part de l'ASM.

## Style de jeu
Sébastien Vahaamahina mesure 2,02 m pour 125 kg et se montre précieux dans les zones de combat (mêlée, ruck...) et notamment dans la défense sur des mauls ou les zones de mêlée ouvertes où il arrive régulièrement[évasif] à gratter des ballons. Il est en outre très mobile, son entraîneur affirmant qu'il arrive à courir 8 kilomètres par match[réf. nécessaire], chose rare[évasif] pour un joueur du 5 de devant. Infatigable plaqueur et toujours volontaire quand il s'agit de contester un ballon selon le site Rugbyrama, le deuxième ligne international fait partie de la caste des joueurs discrets et courageux,[style trop lyrique ou dithyrambique].

## Statistiques

### En club
Depuis 2012, Sébastien Vahaamahina a disputé 25 matches en compétition européenne de club (Challenge européen ou Coupe d'Europe) au cours desquels il a inscrit 25 points (5 essais).

### En équipe nationale

#### En moins de 20 ans
- 9 sélections en équipe de France des moins de 20 ans en 2011.
- Participation au Tournoi des Six Nations des moins de 20 ans 2011 et au Championnat du monde juniors de rugby à XV 2011.

#### En senior
Au cours de sa carrière, Sébastien Vahaamahina compte 46 matches avec l'équipe de France  entre 2012 et 2019.
- Il honore sa première sélection le 10 novembre 2012 lors d'une victoire contre l'Australie.
- Première titularisation le 16 mars 2013 contre l'Écosse dans le Tournoi des Six Nations.
- Sélections par année : 1 en 2012, 8 en 2013, 7 en 2014, 1 en 2015, 4 en 2016, 7 en 2017, 8 en 2018, 10 en 2019.
- Participations au Tournoi des Six Nations : 2013, 2014, 2016, 2017, 2018, 2019.
- Participation à la Coupe du monde 2019.

## Palmarès

### En club
- Vainqueur du Championnat de France en 2017 avec l'ASM Clermont Auvergne.
- Finaliste du Championnat de France en 2015 et en 2019 avec l'ASM Clermont Auvergne .
- Finaliste de la Coupe d'Europe en 2017 avec l'ASM Clermont Auvergne.
- Vainqueur du Challenge européen en 2019.

### En sélection nationale
Néant

#### Tournoi des Six Nations
| Édition          | Rang | Résultats France | Résultats Vahaamahina | Matchs Vahaamahina |
| ---------------- | ---- | ---------------- | --------------------- | ------------------ |
| Six Nations 2013 | 6    | 1 v, 1 n, 3 d    | 1 v, 1 n, 0 d         | 2/5                |
| Six Nations 2014 | 4    | 3 v, 0 n, 2 d    | 2 v, 0 n, 2 d         | 4/5                |
| Six Nations 2016 | 5    | 2 v, 0 n, 3 d    | 0 v, 0 n, 1 d         | 1/5                |
| Six Nations 2017 | 3    | 3 v, 0 n, 2 d    | 2 v, 0 n, 2 d         | 4/5                |
| Six Nations 2018 | 4    | 2 v, 0 n, 3 d    | 2 v, 0 n, 3 d         | 5/5                |
| Six Nations 2019 | 4    | 2 v, 0 n, 3 d    | 1 v, 0 n, 3 d         | 4/5                |

Légende : v = victoire ; n = match nul ; d = défaite ; la ligne est en gras quand il y a Grand Chelem.

#### Coupe du monde
| Édition    | Rang               | Résultats France | Résultats Vahaamahina | Matchs Vahaamahina |
| ---------- | ------------------ | ---------------- | --------------------- | ------------------ |
| Japon 2019 | Quart de finaliste | 3 v, 0 n, 1 d    | 3 v, 0 n, 1 d         | 4/4                |